# Sd.Kfz. 231 6 rad
La Sd.Kfz. 231 Schwere Panzerspähwagaen 6 rad era un'autoblindo tedesca che operò dal 1932 ai primi anni della seconda guerra mondiale. Costruita principalmente per sperimentare i principi di impiego delle autoblindo in campo bellico era la prima di una serie di autoblindo di ottimo livello riferite alla loro epoca.

## Sviluppo
Lo sviluppo di questa autoblindo iniziò prima della presa di potere del regime nazista, in quanto si appoggiò al centro di Kazan' in Unione Sovietica, dato che il trattato di Versailles limitava notevolmente le capacità di sviluppo di veicoli militari in Germania (era ammessa solo la costruzione di autoblindo per il mantenimento dell'ordine pubblico, ed ogni serie doveva essere approvata in modello e quantità dalla commissione di controllo) le autorità tedesche si accordavano con nazioni estere per sviluppare i loro veicoli militari, trasferendo anche tecnologia in queste nazioni, generalmente meno avanzate della Germania in campo bellico.
Tra i molti veicoli provati in segreto a Kazan' vi era un'autoblindo 8x8 (Mannschafts Transportwagen I), che però venne trovata troppo complessa per essere messa in produzione, a causa del costo elevato. D'altra parte contemporaneamente venivano sviluppati diversi modelli di autocarro 6x4 per uso militare, prodotti dalla Daimler-Benz (G 3 e G 3a), dalla Magirus (M 206) e dalla Büssing (G 31), quindi si decise di trasformare in veicolo blindato il modello G 3a (della Daimler- Benz, progettato dall'ingegner Porsche).
Per adattare il telaio del camion al mezzo blindato furono necessarie alcune modifiche, cioè l'irrobustimento dell'assale anteriore, l'aumento dell'area di refrigerazione del radiatore, la trasformazione del sistema di sterzaggio in modo che fosse possibile la guida anche in retromarcia (doppio sterzo) e l'utilizzo di pneumatici più larghi per aumentare le capacità fuoristrada del veicolo. L'autoblindo venne posta in produzione nel 1932 e questa continuò fino al 1935. In totale furono prodotti un migliaio di veicoli.

## Tecnica
L'architettura del mezzo era quella classica dei camion dell'epoca, con tre assali rigidi collegati al telaio per mezzo di sospensioni a balestra. La trazione era esercitata solo sui due assali posteriori. I fanali per l'illuminazione notturna, di tipo normale per autoveicoli, quindi non oscurati, erano installati di fianco al muso sui parafanghi anteriori.
Il motore (sempre alimentato a benzina) generalmente era il Daimler Benz M 09 a 6 cilindri ed erogava 68 HP, tuttavia i veicoli prodotti in altre fabbriche usavano il modello G con 4 cilindri a benzina (65 HP) della Büssing-NAG o l'S 88 a 6 cilindri (70 HP) della Magirus.
L'armamento era in torretta e comprendeva il cannoncino (nella terminologia successiva alla seconda guerra mondiale sarebbe classificato come mitragliatrice) 2 cm KwK 30 (e successivamente il 2 cm KwK 38) ed una mitragliatrice MG 13 coassiale, sostituita successivamente dalla MG34. Un'ulteriore MG34 poteva essere installata sul tetto della torretta in funzione contraerei.
La protezione era assicurata da lamiere di 14,5 mm di spessore, con una buona inclinazione balistica e completamente saldate. Lo scafo corazzato era costruito dalle Deutschen Werke di Kiel o dalle Deutschen Edelstahlwerke di Hannover. Il radiatore era protetto con pannelli a persiana che potevano essere tenuti aperti in marcia normale o chiusi in combattimento. L'accesso era assicurato da una porta incernierata lateralmente e, come era usuale sui veicoli militari dell'epoca, sui fianchi della struttura erano predisposti diversi agganci per attrezzi vari.

## Prestazioni e impiego
A causa del basso rapporto potenza peso (circa 12 HP/t) e della trazione unicamente sulle ruote posteriori, le prestazioni su terreno vario erano modeste. La guida, come spesso accadeva all'epoca, era possibile da due postazioni, una anteriore e 1 posteriore, con cupolini sistemati sopra i posti di equipaggio.
Dato che le SdKfz 231 6 rad avevano una struttura inadatta ai movimenti fuoristrada, e visto che il telaio accusava il peso della corazza, queste autoblindo furono dismesse in tempi relativamente brevi. Tuttavia il loro utilizzo in Europa centrale, dove sfruttarono le ben tenute reti stradali di Austria e Cecoslovacchia, permise a questi veicoli di fornire servizi utili alle forze armate, guidando le colonne dei carri più lenti (notare che i Panzer I e Panzer II dell'epoca avevano un armamento uguale o inferiore a quello delle SdKFz 231) operando in profondità dietro al dispositivo difensivo nemico. Tuttavia, allo scoppio della seconda guerra mondiale, operando in Polonia (su una rete stradale notevolmente peggiore di quella delle precedenti conquiste) e in Francia (in cui dovevano confrontarsi con mezzi corazzati di concezione più moderna di quanto avevano trovato fino a quel momento) mostrarono tutti i loro limiti. Dopo il 1940 vennero tolte dalla prima linea e destinate unicamente all'addestramento.
La validità di queste autoblindo veniva dal loro armamento pesante, con il quale potevano affrontare carri leggeri come quelli della famiglia dei Vickers inglesi tipo Vickers tankette o, per esempio l'L3 italiano. Questi carri leggeri potevano arrestare queste blindo solo colpendole agli pneumatici, anche se forse le tankette armate con mitragliatrici da 12,7 mm, usando munizioni perforanti ed operando sulla corazzatura laterale a distanze inferiori a 100 m, potevano colpire con efficacia questi mezzi che, tuttavia, potevano impegnare le tankette a distanze molto maggiori (il 2 cm KwK 38 penetrava 16 mm di corazza a 30° a 550 m). In effetti un reparto di autoblindo 6×4 tedesche era teoricamente capace di sopraffare un reparto analogo di carri leggeri di quasi tutte le nazioni contemporanee. Il problema reale risiedeva nella corazzatura leggera, che rendeva le SdKfz 231 troppo vulnerabili al tiro tanto dei carri medi e pesanti quanto a quello delle artiglierie controcarro. La perdita complessiva da parte della Wehrmacht di oltre 300 autoblindo in Polonia e di diverse centinaia anche in Francia era per buona parte relativa alle SdKfz 231, che all'epoca erano presenti nelle file tedesche in numero considerevole.
Tra le varianti sviluppate vanno ricordate la Sd.Kfz. 232 con una grande antenna superiore allo scafo somigliante a un telaio per le comunicazioni a lungo raggio, mentre la Sd.Kfz. 263, sempre fornita di antenna a traliccio per le lunghe distanze, era armata di una sola MG13 in casamatta anteriore, che sostituiva la torretta e veniva usata dai comandanti tedeschi.

## Varianti

### Sd.Kfz. 231

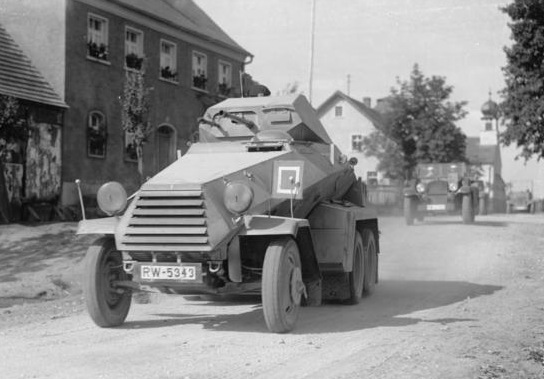
6 Rad Sd.Kfz. 231.

Variante base armata con cannone da 2 cm KwK 30 e MG 13. Dopo l'introduzione della variante ad 8 ruote motrici, le Sd.Kfz. 231 continuarono ad operare con le unità da ricognizione (Aufklärungs) durante la campagna di Polonia, la campagna di Francia e l'operazione Barbarossa. In seguito vennero ritirate ed impiegate per la sicurezza interna e per l'addestramento. L'equipaggio era costituito da un capocarro, un cannoniere, un pilota ed un operatore radio/pilota posteriore.

### Sd.Kfz. 232

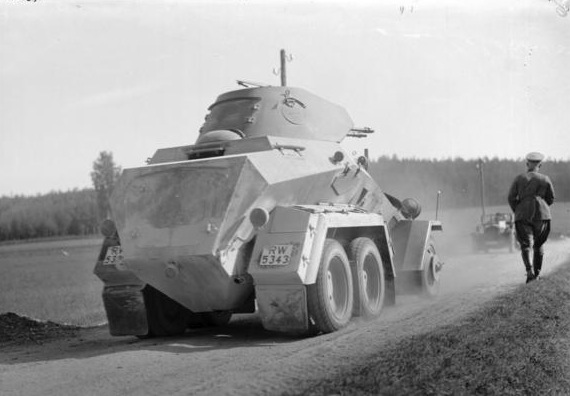
6 Rad Sd.Kfz. 231 in Baviera nel 1935

La Sd.Kfz. 232 era una variante con una grande antenna superiore allo scafo somigliante a un telaio per le comunicazioni a lungo raggio. Era dotata degli apparecchi Fu. Ger.11 SE 100 a medio raggio e Fu. Spr. Ger. "a" a corto raggio.

### Sd.Kfz. 263
La versione centro radio Sd.Kfz. 263 Funkspähwagen era fornita di antenna a traliccio a lungo raggio, con un secondo operatore radio. Era armata di una sola MG 13 in casamatta anteriore, mentre la torretta venne rimossa.